# Al Gore
Albert Arnold Gore, Jr., sau Al Gore (n. 31 martie 1948, Washington, D.C., District of Columbia, SUA) este un politician, om de afaceri și activist american, care a fost al 45-lea vicepreședinte al Statelor Unite ale Americii, între anii 1993 și 2001 (sub Bill Clinton). De asemenea, a fost deputat între 1977 și 1985 și senator între 1985 și 1993, reprezentând statul Tennessee.
Gore a fost candidatul Partidului Democrat pentru președinție la alegerile din anul 2000. Deși a câștigat majoritatea voturilor populare, a pierdut în colegiul electoral cu cinci voturi (271-266) în fața lui George W. Bush.
Actualmente, Al Gore este președintele canalului de televiziune Current TV, unul dintre directorii companiei Apple Computer și activist împotriva încălzirii globale.
A obținut în anul 2007 Premiul Nobel pentru Pace.
Al Gore este creștin, de confesiune baptistă.